# Refuge Arbolle
Le refuge Arbolle se situe dans la commune de Charvensod, en Vallée d'Aoste, dans le massif du Grand-Paradis, à 2 496 mètres d'altitude.

## Histoire
Ce refuge est un bâtiment typique en pierre et en bois, inauguré en 1998.

## Caractéristiques et informations
Ce refuge se situe près du lac Arbolle.

## Accès
On rejoint ce refuge à partir du hameau Pila de Gressan, une importante station de ski. On remonte jusqu'à la localité Chamolé (2 331 mètres) en télésiège ou bien à pied. De Chamolé on rejoint le refuge par le col du même nom (2 641 mètres).

## Ascensions
- Mont Émilius - 3 559 mètres
- Pointe Garin - 3 448 mètres
- Pic de Nona - 3 142 mètres